# Sabato (singolo)
Sabato è un singolo del cantautore italiano Jovanotti, pubblicato il 16 dicembre 2014 come primo estratto dal tredicesimo album in studio Lorenzo 2015 CC..

## Descrizione
Il brano, caratterizzato da sonorità tipicamente pop con largo utilizzo di elettronica, fa diversi riferimenti a icone del cinema e della musica come David Bowie, Michael Jackson, Sergio Caputo e King Kong.

## Video musicale
Il videoclip del brano, diretto da Antonio Usbergo, Niccolò Celaia e Salmo, è stato pubblicato il 17 dicembre 2014. Nel video compare anche Gaia Galizia, concorrente della settima edizione di X Factor, e vi sono riferimenti alla celebre serie televisiva statunitense Breaking Bad.

## Tracce
Testi di Lorenzo Cherubini, musiche di Lorenzo Cherubini, Saturnino, Riccardo Onori.
1. Sabato – 4:06

## Formazione
Hanno partecipato alle registrazioni, secondo le note di copertina di Lorenzo 2015 CC.:
Musicisti
- Lorenzo "Jova" Cherubini – voce
- Saturnino – basso, batteria
- Riccardo Onori – chitarre
- Christian "Noochie" Rigano – tastiere, programmazione, sequencer
- Franco Santarnecchi – pianoforte, tastiere
- Roberto Baldi – tastiere (in fase di pre-produzione)
- Alex Alessandroni Jr. – pianoforte, tastiera, hammond, rhodes
- Money Mark – tastiere, melodica
- Daru Jones – batteria
- Omar Hakim – batteria
- Mark Guiliana – batteria
- Tim Lefebvre – basso
- Tim Pierce – chitarre
- Solomon Sheppard – chitarre
- Tamer Pinarbasi – qanun
- Max ZT – dulcimer
- Gilmar Gomes – percussioni
- Gil Oliveira – percussioni samba
- Ronaldo Andrade – percussioni samba, cavaquinho
- Marco Tamburini – tromba, arrangiamento fiati
- Dario Cecchini – sassofono, flauto
- Roberto Rossi – trombone

Produzione
- Michele Canova Iorfida – produzione, registrazione, missaggio
- Lorenzo "Jova" Cherubini – produzione
- Marco Sorrentino – produzione esecutiva
- Pino "Pinaxa" Pischetola – registrazione, missaggio
- Leo "Fresco" Beccafichi, Roberto Baldi – registrazione, pre-produzione, pre-registrazione
- John Horne, Tibo Javoy – registrazione
- Patrizio "Pat" Simonini – registrazione, missaggio
- Michael H. Brauer – missaggio
- Mark Bengston – assistenza Pro Tools
- Christian "Noochie" Rigano – pre-produzione, pre-registrazione
- Antonio Baglio – mastering

## Classifiche
| Classifica (2014) | Posizione massima |
| ----------------- | ----------------- |
| Italia            | 4                 |

### Classifiche di fine anno
| Classifica (2015) | Posizione |
| ----------------- | --------- |
| Italia            | 26        |